# Ganttův diagram
Ganttův diagram (Harmonogram Adamieckiego) je druh pruhového diagramu pojmenovaný po H. L. Ganttovi, průmyslovém inženýrovi, který byl za první světové války průkopníkem jeho používání. Ganttův diagram se využívá při řízení projektů pro grafické znázornění naplánování posloupnosti činností v čase. V základní podobě neobsahuje Ganttův diagram vztahy mezi činnostmi, ale moderní softwarové nástroje pro plánování projektů do něj tyto závislosti obvykle zakomponovávají.

## Historický vývoj
První dochovaný Ganttův diagram byl vytvořen v roce 1896 Karolem Adamieckim (1866-1933), který ho nazýval harmonogramem. Jelikož Adamiecki svůj diagram nepublikoval před rokem 1931 – a všechny jeho práce byly i tak publikovány v polštině nebo ruštině, tedy jazycích na západě nepopulárních – diagram nese jméno Henryho. L. Gantta (1861–1919), který vytvořil svůj diagram kolem let 1910-1915 a zpopularizoval tento koncept na západě.
V osmdesátých letech 20. století osobní počítače usnadnily tvorbu a úpravy rozsáhlejších Ganttových diagramů. Tyto aplikace byly určeny převážně pro projektové vedoucí a plánovače. Koncem devadesátých let a začátkem nového milénia se pak Ganttovy diagramy staly běžnou součástí webových aplikací a groupwaru zaměřeného na spolupráci lidí.
Ačkoliv jsou dnes považovány za běžnou formu grafického znázornění, v době svého vzniku byly Ganttovy diagramy považovány za revoluční. Na počest přínosu Henryho Gantta je dnes za významný přínos na poli managementu a veřejné služby udělováno Vyznamenání Henryho Laurence Gantta. Ganttův diagram je také využíván v oboru informačních technologiích ke zobrazení shromážděných dat.

## Princip

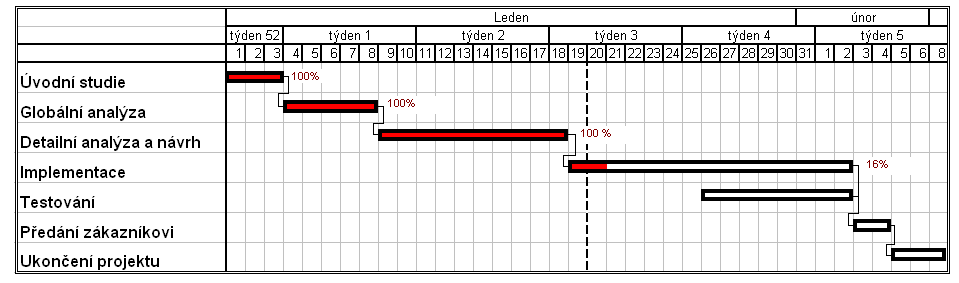
Příklad jednoduchého Ganttova diagramu s vyznačenými závislostmi činností a mírou jejich dokončení

Na horizontální ose Ganttova diagramu je časové období trvání projektu, rozdělené do stejně dlouhých časových jednotek (dny, týdny apod.). Na vertikální ose jsou pak jednotlivé činnosti, na které se projekt člení, jeden řádek je vždy určen pro jednu činnost.
Na ploše diagramu jsou jednotlivé činnosti označeny obdélníky (pruhy), jejichž levá strana označuje plánovaný začátek činnosti a pravá strana plánované ukončení. Délka pruhu tak označuje předpokládanou délku trvání činnosti.
V rozšířenější podobě mohou diagramy ukazovat také návaznosti činností pomocí lomených šipek nebo čar vedoucích od začátku nebo konce jedné činnosti k začátku nebo konci jiné činnosti (vztahy start-to-start, start-to-finish, finish-to-start nebo finish-to-finish). Během realizace projektu je často využíváno také svislé linky označující aktuální datum a zobrazování míry dokončení jednotlivých činností pomocí postupného vyplňování obdélníků v diagramu (zleva doprava).

## Software
Manipulaci s Ganttovými diagramy velmi usnadňuje specializovaný software, který navíc často umožňuje přidávat do diagramu další informace (alokované lidské zdroje, náklady atd.).
K práci s Ganttovým diagramem na stolním počítači lze použít například komerční produkt Microsoft Project nebo zdarma dostupné programy GanttProject či Planner, které jsou primárně zaměřeny na projektové řízení jehož nedílnou součásti tento diagram je.
Na platformě Android (určené pro dotykové telefony a tablety) jsou dostupné podobné programy. Například GanttMan, GanttDroid, Gantt Pro nebo Project Schedule.
Další z možností je vytvořit ganttův diagram v některém z dostupných tabulkových procesoru, například pomocí šablony gantova diagramu  v Microsoft Excel, LibreOffice Calc nebo OpenOffice Calc.
Ganttovy diagramy lze generovat v rozšíření značkovacího jazyka Markdown zvaném „mermaid“.

## Výhody a omezení
Ganttovy diagramy se staly běžnou technikou pro prezentaci fází a činností projektové WBS (Work Breakdown Structure), a jsou tedy srozumitelné pro mnoho lidí.
Častou chybou těch, kteří zaměňují návrh Ganttova diagramu s návrhem samotného projektu, je snaha definovat projektovou WBS během tvorby plánovaných činností. Tento postup znesnadňuje splnění tzv. pravidla 100 procent, podle kterého mají plánované činnosti pokrývat 100 procent práce na projektu. Správně by měla být nejprve definována WBS dle pravidla 100 procent, a teprve potom vytvořen plán projektu a Ganttův diagram.
Přestože Ganttův diagram je snadno srozumitelný pro malé projekty, které se vejdou na jeden list papíru, případně na jednu obrazovku, u projektů s více než 30 aktivitami mohou být už nepraktické. Větší Ganttovy diagramy nemusejí být vhodné pro zobrazování na počítačích. Související nevýhoda je, že Ganttovy diagramy sdělují relativně málo informací na jednotku plochy. Projekty jsou pro efektivní prezentaci pomocí Ganttova diagramu často příliš složité.
Ganttovy diagramy reprezentují pouze část ze tří hlavních omezení projektu, jelikož se zaměřují primárně na časový plán. Navíc Ganttovy diagramy nereprezentují velikost projektu ani relativní velikost jednotlivých činností, proto může být významnost skluzu oproti plánu špatně vysvětlována. Jestliže jsou dva projekty ve skluzu o stejný počet dnů, pro větší projekt (např. projekt s více a nákladnějšími činnostmi) bude mít zpoždění větší dopad na využití zdrojů, ale z Ganttova diagramu to nebude patrné.
Ačkoliv softwarové nástroje pro projektový management mohou ukazovat závislosti mezi naplánovanými činnostmi jako čáry mezi nimi, zobrazení většího počtu závislostí může mít za následek nepřehlednost nebo nečitelnost diagramu.
Protože pruhy tvořící Ganttův diagram mají vždy stejnou výšku, mohou špatně vyjadřovat náročnost projektu na zdroje. Dvě činnosti ukázané na Ganttově diagramu jako stejně velké mohou ve skutečnosti být pouze plánovány na stejně dlouhou dobu, ale být řádově odlišné co do množství práce a spotřeby zdrojů. Související nevýhoda je pak ta, že všechny činnosti v Ganttově diagramu ukazují plánované množství práce jako konstantní. V praxi mnoho činností (zvláště souhrnné činnosti) toto nesplňuje a Ganttův diagram zobrazující míru dokončení činnosti pomocí barevné výplně pruhu může být zavádějící, pokud jde o skutečný stav plnění plánu.